# Z českých mlýnů
Z českých mlýnů je česká filmová komedie, kterou v roce 1941 natočil režisér Miroslav Cikán podle divadelní hry Veselé příběhy pana otce Kaliby na pražské Jubilejní výstavě Karla Fořta.

## Děj
Na letní byt do mlýna Na Kocandě přijíždí Ing. Karel Loukota, který je tajnou láskou Lidušky, dcery mlynáře Kaliby, se kterou se před dvěma lety seznámil v Praze na Žofíně. Do mlýna také přijíždí z Prahy krajánek Šafránek. Mlynář Kaliba se chce stát starostou a prosadit železniční zastávku ve své obci Hoštěnice u Benešova.
Žádost o schválení zastávky leží již dlouho v Praze na Ředitelství státních drah. Šafránek řekne mlynáři, že zná na ředitelství radu Pazderku a navrhne vydat se za ním, aby pomohl se schválením zastávky. Kaliba chce, aby si jeho dcera vzala za manžela mlynáře a řekne Loukotovi, aby jí nepletl hlavu. Loukota byl členem cyklistického spolku „Nežeň se!“, ale vystoupil právě kvůli tomu, aby si mohl vzít Lidušku. Členové spolku vyrazí do Hoštěnic překazit námluvy, chtějí u Kaliby očernit Loukotu. Když mlynář zjistí, že se Liduška schází s Loukotou, vykáže jej ze mlýna. Mlynář Kaliba se spolu s krajánkem Šafránkem vydají do Prahy a ubytují se v hotelu Pošta. Při hledání kufříku s doklady, o kterém se domnívají, že jej zapomněli ve drožce, vezoucí je z nádraží, zažijí v Praze mnoho zajímavých příhod. Seznámí se s tanečnicí a zpěvačkou Lolou, Šafránek se stane vyznamenaným půlmiliontým návštěvníkem na Výstavišti Praha, jsou obviněni z krádeže hodinek neznámému chodci na ulici a zatčeni, přespí nechtěně v posteli umístěné ve výkladní skříni truhlářství, atd. Hledané doklady zůstaly ve mlýně a do Prahy je doveze Liduška. Když donesou doklady na Ředitelství drah, nenajdou tam Pazderu, ale Ing. Loukotu, který je zavede k radovi, kterému předtím vzali na ulici hodinky. Šafránek získal jako půlmiliontý návštěvník výstavy automobil. Na zpáteční cestě s Kalibou do Hoštěnic však havarují. Ing. Loukota, který jim v Praze nakonec pomáhal, přijede za nimi do Hoštěnic a doveze potvrzení o schválení zastávky. Loukota představí cyklistickému spolku svoji nevěstu a spolek se přejmenuje na „Nežeň se vpřed!“.

## Tvůrci
- Námět: Karel Fořt
- Scénář: Václav Wasserman
- Kamera: Václav Hanuš
- Režie: Miroslav Cikán
- Hudba: Julius Kalaš, Miloš Smatek
- Scéna: Jan Zázvorka
- Vedoucí produkce: J. Sinnreich
- Texty písní: J. Hrnčíř, Jarka Mottl
- Další údaje: černobílý, 78 minut, komedie
- Výroba: Slavia
- Premiéra: 1941
- Ateliéry: Radlice
- Exteriéry: Unhošť

## Postavy
| Theodor Pištěk       | Václav Kaliba, majitel válcového mlýna  |
| Zorka Janů           | Liduška Kalibová, dcera                 |
| Svatopluk Beneš      | ing.Karel Loukota                       |
| Jindřich Plachta     | Josef Šafránek, krajánek                |
| Adina Mandlová       | tanečnice Lola                          |
| Anna Letenská        | Anežka, Kalibova posluhovačka           |
| Vladimír Řepa        | vrchní rada Vandas                      |
| Jiří Steimar         | statkář Hrubý                           |
| Vladimír Salač       | prášek                                  |
| Theodor Pištěk       | hostinský Trachta                       |
| Eman Fiala           | mládek                                  |
| Zdeněk Podlipný      | stárek                                  |
| Ferenc Futurista     | truhlář Zeman, opilec                   |
| František Filipovský | Krákora                                 |
| Václav Trégl         | Kačaba                                  |
| František Kreuzmann  | policejní inspektor                     |
| Gabriel Hart         | lesní Jakub                             |
| Antonín Jedlička     | Zemanův učedník                         |
| Ladislav Hemmer      | tajný                                   |
| Rudolf Hrušínský     | David                                   |
| Kocourkovští učitelé | členové cyklistického spolku „Nežeň se“ |